# Kiave
Kiave, pseudonimo di Mirko Filice (Cosenza, 2 marzo 1981), è un rapper italiano, membro della crew Blue-Nox Academy.

## Biografia
Il suo primo incontro con il rap avviene a 14 anni, ascoltando SxM dei Sangue Misto. Appassionandosi, inizia a scrivere rime ed a farsi notare soprattutto su Radio Ciroma, una radio comunitaria di Cosenza in cui il rapper DJ Lugi teneva una trasmissione hip hop e dava modo agli MC locali di farsi sentire. Nel 1996 per Lugi stesso partecipa con una strofa al mixtape Soul Train. Nello stesso periodo continua a frequentare Radio Ciroma ed in particolare la trasmissione Rumori & parole dove ha occasione di duettare con Soul Boy ed i Sud Sound System.
Oltre al cambio di molte crew ed alla passione per il writing, Kiave riesce a pubblicare il primo prodotto ufficiale assieme ad altri 2 MC cosentini, Iken e Nerba: il titolo del fortunato EP è Internos i cui beat sono curati da Zope, ed il nome della crew è Dietro Le Quinte. Segue un periodo di frequentazione di jam e live con i D.L.Q., con Macro Marco e successivamente con tutti i Paola Tribe.
Nel 1999, in una jam di Roma, conosce DJ Impro e Franco, con i quali fonda i Migliori Colori, con già all'attivo un CD del 2004 dal titolo Rullanti distorti.

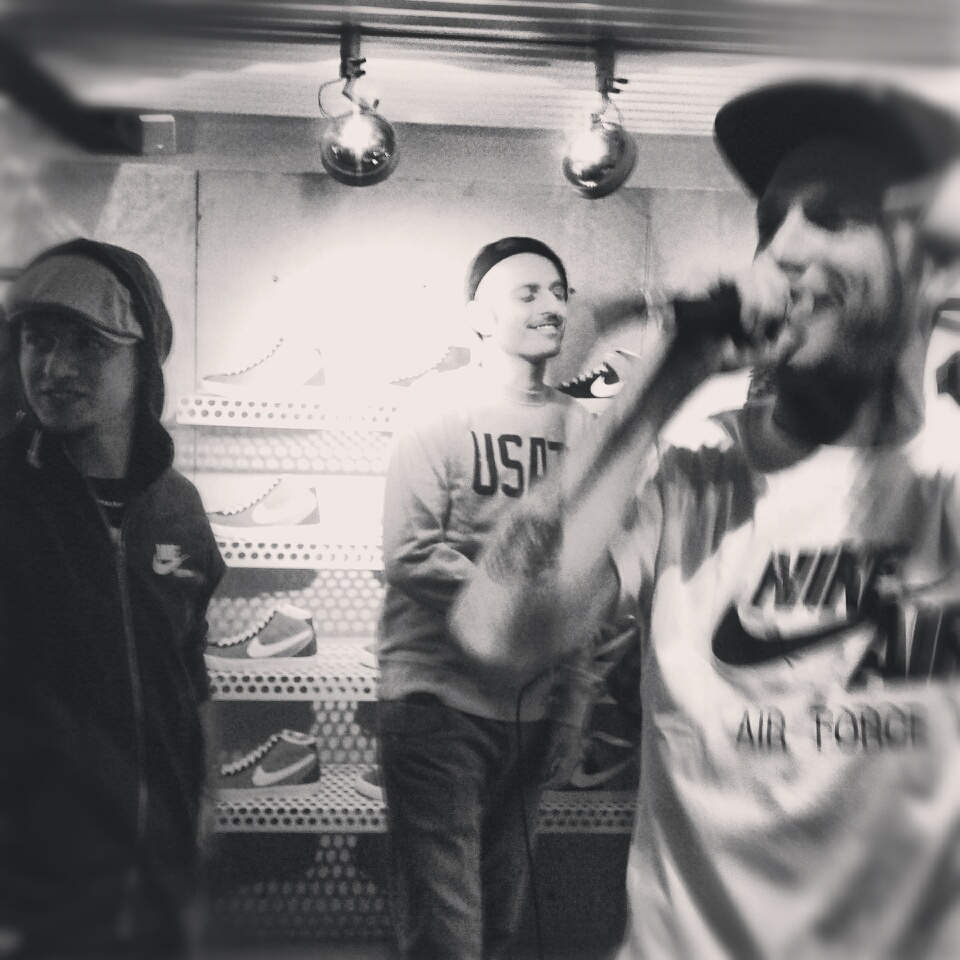
Kiave, Ghemon e Clementino

Nel 2001 partecipa al disco di Turi Salviamo il salvabile nella traccia Pane a chi non ha i denti, e poi accompagna l'artista calabrese nei suoi live, questa collaborazione è tuttora in vigore. Sempre nello stesso anno realizza otto brani con i Migliori Colori, dal titolo Assassinati da orologi, disponibili gratuitamente su Vitaminic.
Successivamente appare sul nuovo disco di Turi L'amico degli amici e con i Migliori Colori partecipa al sampler del terzo numero di Da Bomb Magazine ed alla compilation di Radio Italia Network Street Flava 2nd Avenue. Nel 2005 Kiave pubblica per Vibrarecords il suo primo lavoro solista Dietro le cinque tracce, per poi partecipare anche al 2theBeat, vincendo la seconda serata sconfiggendo Jack the Smoker e El Presidente.
Nel 2006 ha partecipato ai dischi di Clementino e della formazione Il Lato Oscuro Della Costa, oltre ad aver partecipato una seconda volta al 2theBeat, arrivando nella finale della terza serata vinta da Clementino.
Nel 2007 esce il suo primo album in studio da solista 7 respiri e due anni dopo, nel 2009, il secondo Il tempo necessario, uscito per la Macro Beats Records.
Nel 2012 partecipa alla prima edizione di MTV Spit raggiungendo la semifinale, sconfitto da Nitro. Successivamente pubblica il singolo Sun Tzu che ha come B-side il pezzo Keep it Real. Nel novembre dello stesso anno Kiave produce 11 storie, singolo che anticipa l'album Solo per cambiare il mondo, contenente sedici tracce, pubblicato il 26 novembre.
Nel 2014 insieme a Mistaman collabora con il rapper Jesto nel brano Solo Se Sei Vero estratto da Supershallo 2.
L'11 marzo 2015 sotto Macro Beats Records rilascia Fixtape in freedownload sul suo sito ufficiale, lavoro che contiene 21 brani tra cui 10 inediti e collaborazioni tratte dai precedenti album a cui ha partecipato.
Il 22 gennaio 2016 pubblica il suo quarto album ufficiale, Stereotelling.

## Discografia

### Album in studio
- 2007 – 7 respiri
- 2009 – Il tempo necessario
- 2012 – Solo per cambiare il mondo
- 2016 – Stereotelling

### Mixtape
- 2015 – Fixtape

### EP
- 2005 – Dietro le cinque tracce
- 2007 – Digli di no
- 2011 – Fuori da ogni spazio ed ogni tempo (con Macro Marco)
- 2016 - Stereokilling

### Con i Migliori Colori
- 2002 – Assassinati da orologi
- 2004 – Rullanti distorti